# Đặng Thị Ngọc Hân
Đặng Thị Ngọc Hân (Hanoi, 16 de juliol de 1989) és la guanyadora de Miss Vietnam 2010, celebrat a Tuần Châu, Quảng Ninh el 14 d'agost de 2010.
Va néixer i va créixer a Hanoi, Vietnam. El seu avi és un mestre notable Đặng Đình Huân, molt conegut a Hai Phong. Va participar al concurs Miss Vietnam del 2010 i va guanyar mentre estudiava a la Universitat de Belles Arts del Vietnam.
Va començar a fer de model als setze anys i era una cara familiar a la passarel·la de Hanoi. Ha estat guardonada amb Model vietnamita més fotogènica del 2006, Miss Icon Student 2005, Primer premi del programa de productes Yomost, i La més maca estudiant de l'Escola de Secundària de Tran nhan Tong.